# Horacio Celi Mendoza
Horacio Celi Mendoza (3 janvier 1897 – 25 septembre 2011) était un supercentenaire péruvien dont l'âge est validé par le Groupe de recherche en gérontologie (GRG). Il était, au moment de sa mort, le doyen du Pérou et le cinquième homme le plus âgé jamais validé, derrière Jiroemon Kimura, Christian Mortensen, Emiliano Mercado del Toro et Juan Vicente Perez Mora.

## Biographie
Horacio Celi Mendoza est né à Piura, au Pérou, le 3 janvier 1897. À l'âge d'une vingtaine d'années, il a épousé Zulema García, avec qui il a eu 12 enfants ; 9 lui ont survécu : Luz Cristina, Miguel, Olinda, Rómulo, Gabriela, Juan, Horacio, Juana et Isabel. Au moment de son décès, son fils aîné, Miguel, était âgé de 84 ans.
Après le décès de Walter Breuning, âgé de 114 ans, le 14 avril 2011, Celi Mendoza s'est porté candidat au titre d'homme le plus âgé du monde, bien que sa famille n'ait pas pu payer les frais de candidature au Guinness Book.
D'après son médecin, le Dr Araceli Guzmán, il conservait une lucidité impressionnante pour son âge et se souvenait du passé avec clarté et précision. Il ne souffrait pas non plus de la plupart des problèmes de santé liés à l'âge : il n'était pas hypertendu, sa tension artérielle était parfaite et il n'avait jamais souffert de diabète. Cependant, sa vue baissait vers la fin de sa vie en raison d'une cataracte et il avait des difficultés à marcher.
Horacio Celi Mendoza est décédé à Campo Polo, dans la région de Piura, au Pérou, le 25 septembre 2011 à l'âge de 114 ans et 265 jours.
Horacio Celi Mendoza a été reconnu à titre posthume par le GRG en 2024 et a été rétroactif au 27 décembre 2019.

## Records de longévité
Le 3 janvier 2011, il a fêté ses 114 ans, devenant ainsi le 6e homme de l'histoire à atteindre cet âge (après Christian Mortensen en 1996, Yukichi Chuganji et Joan Riudavets-Moll en 2003, Emiliano Mercado del Toro en 2005 et Walter Breuning en 2010). Il est également devenu le premier homme à atteindre cet âge sans détenir le titre d'homme le plus âgé du monde, Breuning (104 jours de plus) étant encore en vie à cette époque.
Le 14 avril 2011, suite au décès de Walter Breuning, un Américain de 114 ans, Celi Mendoza est devenu l'homme le plus âgé du monde. Celi Mendoza était alors âgé de 114 ans et 101 jours. Il s'agissait de l'âge le plus avancé pour un homme ayant jamais obtenu ce titre, jusqu'à ce que le Japonais Jiroemon Kimura obtienne le titre à 114 ans et 159 jours, après sa mort.
Le 21 juin 2011, il est devenu la personne la plus âgée d'Amérique du Sud après le décès de la Brésilienne Maria Gomes Valentim, décédée 18 jours avant son 115e anniversaire.
Le 28 juillet 2011, il a dépassé l'âge de Walter Breuning pour devenir le troisième homme le plus âgé jamais enregistré.
Le 2 août 2011, il est devenu la troisième personne la plus âgée au monde après le décès de l'Italienne Venere Pizzinato-Papo, également âgée de 114 ans.
Il est décédé le 25 septembre 2011 à l'âge de 114 ans et 265 jours. Au moment de son décès, il était l'homme le plus âgé du monde, la personne la plus âgée d'Amérique du Sud et la troisième personne la plus âgée du monde (derrière l'Américain Besse Cooper, âgé de 115 ans, et le Japonais Chiyono Hasegawa, également âgé de 114 ans, mais de 44 jours son aîné). Celi Mendoza est le premier supercentenaire validé du Pérou et demeure le Péruvien le plus âgé de tous les temps. Il était également le troisième homme le plus âgé de tous les temps (derrière Christian Mortensen et Emiliano Mercado del Toro, tous deux décédés à 115 ans). Il est désormais le cinquième homme le plus âgé de tous les temps et était également le Sud-Américain le plus âgé de tous les temps, jusqu'à ce que Juan Vicente Perez Mora, du Venezuela, dépasse son âge le 17 février 2024.